# Aachener Zeitung
Aachener Zeitung est un journal quotidien publié à Aix-la-Chapelle. Il appartient comme Aachener Nachrichten à Medienhaus Aachen.

## Histoire
AZ est fondée sous le nom d’Aachener Volkszeitung en 1946 par Jakob Schmitz, Josef Hofmann, Albert Maas et Johannes Ernst à Aix-la-Chapelle. Il paraît pour la première fois le 22 février 1946 avec 53 000 exemplaires. Il est le premier journal indépendant de l'Allemagne d'après-guerre, tandis que son journal frère, Aachener Nachrichten, est publié depuis début 1945 après l'occupation d'Aix-la-Chapelle par les Américains. Le nombre d'exemplaires est soumis à la réglementation des occupants et est porté à 99 600 exemplaires fin 1946. Le journal est publié deux à trois fois par semaine jusqu'au 1er septembre 1949, et tous les jours ouvrables à partir de cette date.
Il change de nom le 6 mars 1996.

## Diffusion
Le tirage d’Aachener Zeitung est présenté avec Aachener Nachrichten. Ces dernières années, les deux journaux ont perdu un tirage considérable. La diffusion payante diminue en moyenne de 3,9 % par an au cours des 10 dernières années. La part des abonnements dans la diffusion payante est de 84,9 %.

### Éditions locales
Aachener Zeitung a plusieurs éditions locales qui apparaissent (en partie comme en-tête) sous les noms suivants :
- Aachener Zeitung (Aix-la-Chapelle), ville d'Aix-la-Chapelle
- Aachener Zeitung (Alsdorf), Nordkreis Aachen
- Dürener Zeitung (Düren), sud de l'arrondissement de Düren
- Eifeler Zeitung (Montjoie), Arrondissement de Montjoie
- Eschweiler/Stolberger Zeitung (Eschweiler), villes d'Eschweiler et Stolberg (jusqu'en 1996 Bote an der Inde)
- Geilenkirchener Zeitung (Geilenkirchen), sud de l'arrondissement de  Heinsberg
- Heinsberger Zeitung / Erkelenzer Volkszeitung (Heinsberg), nord de l'arrondissement de Heinsberg
- Jülicher Zeitung (Jülich), nord de l'arrondissement de Düren,  (arrondissement de Jülich)

## Internet
Sous la marque AZ-Web.de, le journal exploite depuis 1999 un site Web avec des nouvelles et des reportages des régions d'Aix-la-Chapelle, Düren, Heinsberg et de l'Euregio Meuse-Rhin.